# Giuseppe Antonio Castelli
Giuseppe Antonio Castelli, detto il Castellino (Monza, attorno al 1655 – Monza, 14 dicembre 1724), è stato un pittore italiano.

## Biografia

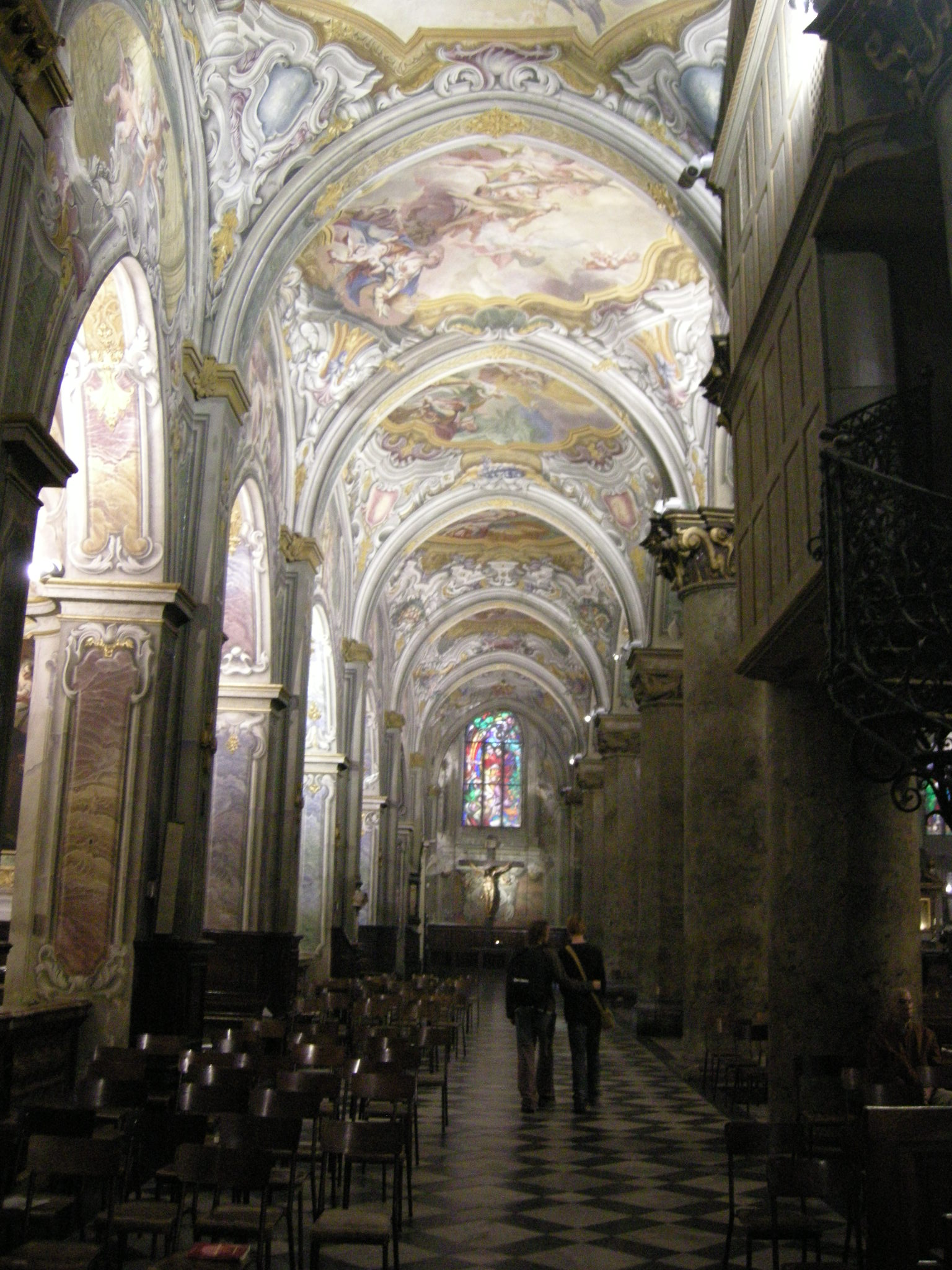
Affreschi, navata, Duomo di Monza

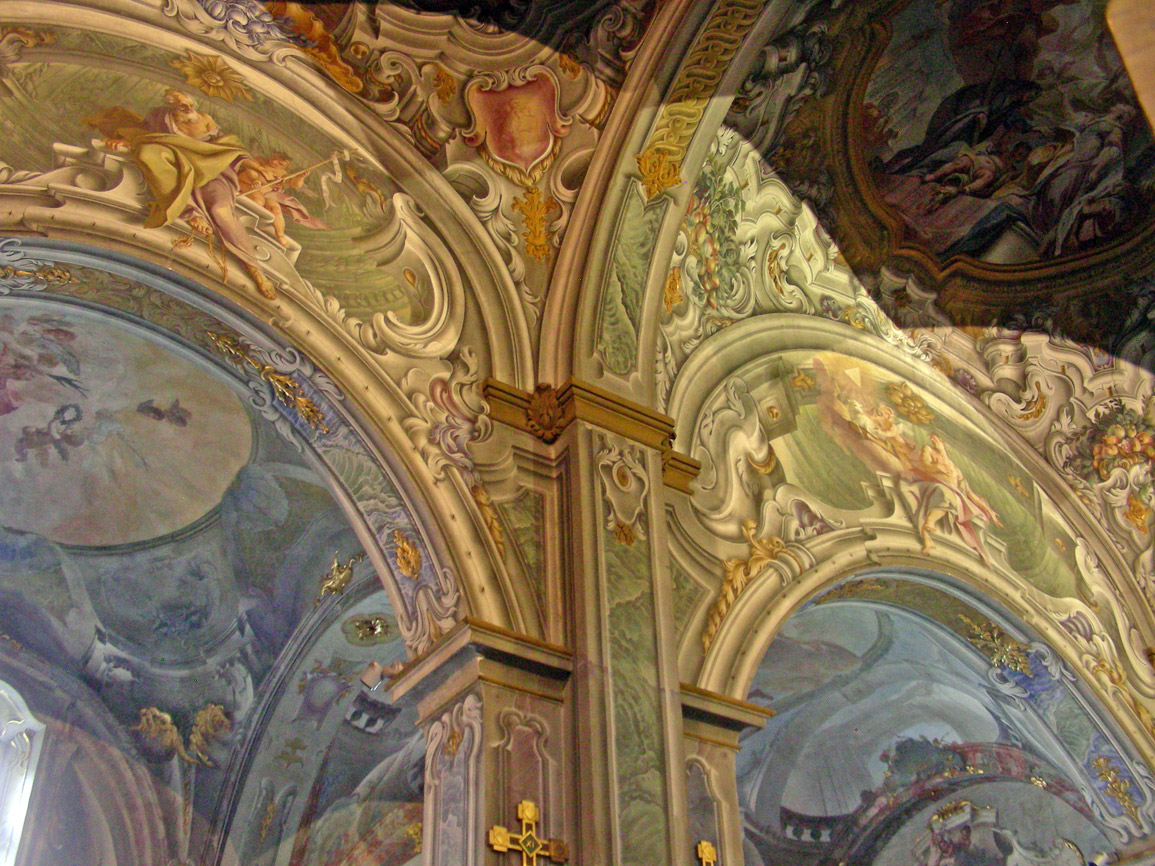
Affreschi, Duomo di Monza

Fu tra i maggiori quadraturisti lombardi del Settecento, e caposcuola della scuola quadraturistica monzese. Durante tutta la sua carriera, si specializzò nella realizzazione delle quadrature prospettiche all'interno delle decorazioni a fresco, sia all'interno di ville e palazzi patrizi, che di architetture religiose. Collaborò con noti pittori dell'ambito milanese di inizio Settecento, quali il Legnanino, Giovanni Angelo Borroni, Giovan Battista Sassi, Pietro Gilardi, autori delle figure che popolavano le quadrature del Castellino. La sua attività prevalente si svolse all'interno del Duomo di Monza, alla cui decorazione lavorò durante tutto l'arco della sua carriera. Il resto della sua opera è costituito da decorazioni realizzate per chiese e palazzi nei territori di Milano e Torino.

## Opere
- decorazione quadraturistica, Sacrestia del Tesoro, Duomo di Monza, 1681.
- decorazione quadraturistica, Navata maggiore, Duomo di Monza, 1693, in collaborazione con il Legnanino.
- decorazione a fresco, Palazzo del conte Provana di Druent, Torino, 1694.
- decorazione quadraturistica della Cappella Durini, Chiesa di Sant'Angelo, Milano, ultimo decennio del seicento.
- decorazione a fresco, salone maggiore di Palazzo dei Giureconsulti, Milano (perduta).
- decorazione quadraturistica, refettorio del monastero di San Vittore al Corpo, Milano, 1712.
- decorazione quadraturistica, Cupola e controfacciata del Duomo di Monza, 1718-1721.
- decorazione a fresco delle cappelle della chiesa di San Barnaba, Milano, 1721.